# La Loma, Jerécuaro
La Loma är en ort i Mexiko.   Den ligger i kommunen Jerécuaro och delstaten Guanajuato, i den centrala delen av landet, 170 km nordväst om huvudstaden Mexico City. La Loma ligger 2 100 meter över havet och antalet invånare är 105.
Terrängen runt La Loma är kuperad åt sydost, men åt nordväst är den platt. Runt La Loma är det ganska tätbefolkat, med 67 invånare per kvadratkilometer. Närmaste större samhälle är Jerécuaro, 6,9 km söder om La Loma. I omgivningarna runt La Loma växer huvudsakligen savannskog.